# Alexandre Boury
Alexandre Sucupira Boury (São Paulo, 1959) é um diretor de televisão e cineasta brasileiro.

## Biografia
Alexandre Boury é um cineasta nascido em São Paulo, em 1959, graduado em jornalismo pela Universidade Gama Filho e é o responsável pela direção de todos os filmes de Renato Aragão a partir de 1999.
Em O Trapalhão e a Luz Azul (1999), seu longa de estreia (co-dirigido por Paulo Aragão), Dedé Santana interpretou seu primeiro vilão no cinema
No ano seguinte, dirigiu, ao lado de Marcelo Travesso, Um Anjo Trapalhão 2000, versão para o cinema de Visita de Natal, especial da Rede Globo que, seguindo o formato de O Auto da Compadecida de 1999, fez o caminho TV-cinema.
Em 2003 dirigiu, novamente ao lado de Paulo Aragão, Didi, o Cupido Trapalhão.
Fez ainda, em parceria com seu pai, Reynaldo Boury, Didi Quer Ser Criança em 2004.
É irmão da roteirista Margareth Boury e tio do ator Guilherme Boury.
No início de 2011 Alexandre deixou a Rede Globo depois de vários anos de trabalho na emissora e assinou contrato com a Rede Record, onde integrou a equipe de Vidas em Jogo.

## Cinema
| Ano  | Título                           | Função  |
| ---- | -------------------------------- | ------- |
| 1999 | O Trapalhão e a Luz Azul (filme) | Diretor |
| 2000 | Um Anjo Trapalhão (filme)        | Diretor |
| 2003 | Didi, o Cupido Trapalhão (filme) | Diretor |
| 2004 | Didi Quer Ser Criança (filme)    | Diretor |
| 2015 | Carrossel: O Filme (filme)       | Diretor |

## Televisão
| Ano       | Título                                    | Emissora    | Função  |
| --------- | ----------------------------------------- | ----------- | ------- |
| 1995      | A Próxima Vítima (novela)                 | Rede Globo  | Diretor |
| 1996      | Vira Lata (novela)                        | Rede Globo  | Diretor |
| 1997      | Zazá (novela)                             | Rede Globo  | Diretor |
| 1998      | Renato Aragão (Especial Natal)            | Rede Globo  | Diretor |
| 1999/2004 | Turma do Didi (humorístico)               | Rede Globo  | Diretor |
| 2001      | Brava Gente (série)                       | Rede Globo  | Diretor |
| 2005      | Carga Pesada (série)                      | Rede Globo  | Diretor |
| 2007      | O Profeta (novela)                        | Rede Globo  | Diretor |
| 2007      | Faça sua História (Especial final de ano) | Rede Globo  | Diretor |
| 2008      | Guerra & Paz (especial)                   | Rede Globo  | Diretor |
| 2008      | Casos e Acasos (série)                    | Rede Globo  | Diretor |
| 2009      | Chico Anysio (especial)                   | Rede Globo  | Diretor |
| 2011      | Vidas em Jogo (novela)                    | Rede Record | Diretor |
| 2013      | Pecado Mortal (novela)                    | Rede Record | Diretor |
| 2015      | Cúmplices de um Resgate (novela)          | SBT         | Diretor |
| 2018      | As Aventuras de Poliana (novela)          | SBT         | Diretor |